# Rafael Saladini
Rafael Monteiro Saladini, (Rio de Janeiro, 1982) é um parapentista brasileiro. Ficou famoso após quebrar cinco recordes mundiais, se tornar bicampeão panamericano e tetracampeão brasileiro de parapente. Junto a Marcelo Prieto, são os únicos parapentistas no mundo com três recordes mundiais de distancia livre.

## Recordes
- 2007 - Recorde Mundial de distância em voo livre decolando em uma montanha (397,7 quilômetros em linha reta)[2]
- 2007 - O recorde mundial de distância percorridos entre o ponto de partida e de chegada foi obtido em 14 de novembro de 2007 por três brasileiros - Frank Brown, Rafael Saladini e Marcelo Prieto - percorrendo 461,8 quilômetros após decolarem da cidade de Quixadá, no Ceará, e pousarem no Maranhão[3].
- 2016 - O recorde mundial de distância percorridos entre o ponto de partida e de chegada foi obtido em 13 de outubro de 2016 por três brasileiros - Donizete Lemos, Rafael Saladini e Samuel Nascimento - percorrendo 564,2 quilômetros após decolarem da cidade de Tacima, na Paraíba, e pousaram no Ceará.

• 2019 - O recorde mundial de distância livre entre o ponto de partida e de chegada foi obtido em 10 de outubro de 2019 por três brasileiros- Marcelo Prieto, Rafael Barros e Rafael Saladini - percorrendo 582,1 quilômetros após decolarem da cidade de Tacima, na Paraíba, e pousaram no Ceará novamente. Além do recorde mundial de distancia livre, os atletas bateram, no mesmo voo, o recorde mundial de distancia entre três pontos, com a marca de 588,4km.
• 2020 - O recorde mundial de distancia declarada entre o ponto de partida e um ponto predeterminado na rota de voo foi obtido em 15 de outubro de 2020 pelo atleta Rafael Saladini percorrendo 529,5km ate o ponto oficialmente declarado pela manhã. 

## Títulos nacionais
- 2017 - Campeão brasileiro de parapente https://www.cbvl.esp.br/recordes-e-campeoes-brasileiros/campeoes/
- 2018 - Campeão brasileiro de parapente https://www.cbvl.esp.br/recordes-e-campeoes-brasileiros/campeoes/
- 2019 - Campeão brasileiro de parapente https://www.cbvl.esp.br/recordes-e-campeoes-brasileiros/campeoes/
- 2021 - Campeão brasileiro de parapentehttps://www.cbvl.esp.br/recordes-e-campeoes-brasileiros/campeoes/

## Filmografia
- 2009 - Direção, produção e participação no documentário Ciclos, que conta a história do recorde mundial[5], e que foi premiado na Mostra Internacional de Filmes de Montanha como melhor filme pelo júri popular e pelo júri oficial[6].
- 2018 - Direção, produção e participação no documentário Ciclos 2, que conta a história de dois recordes mundiais de parapente e um recorde mundial de asa delta. O filme foi premiado no festival Les Écrans de L'Aventure com o prêmio especial do júri oficial.